# Herb gminy Lipnica Wielka
Herb gminy Lipnica Wielka – jeden z symboli gminy Lipnica Wielka.

## Wygląd i symbolika
Herb przedstawia na tarczy w polu błękitnym postać św. Łukasza, patrona parafii w Lipnicy Wielkiej w złotej aureoli, trzymającego w prawej podniesionej ręce srebrne pióro do pisania oraz złotą paletę, za nim czarnego woła, a w lewym górnym roku złotą otwartą księgę i złoty kałamarz z kolejnym piórem. Jest to symbol wsi Lipnica Wielka, pochodzący z pieczęci z XVIII wieku.  